# Chvojnica (okres Prievidza)
Chvojnica (Hongaars: Nyitrafenyves, Duits: Fundstollen) is een Slowaakse gemeente in de regio Trenčín, en maakt deel uit van het district Prievidza.
Chvojnica telt 375 inwoners.